# Gutovka
Gutovka (také Areál volného času Gutovka či park Gutovka, někdy i Strašnický park) je rozsáhlý relaxační a sportovní park určený pro celou rodinu, který se nachází ve Strašnicích v městské části Praha 10.

## Poloha

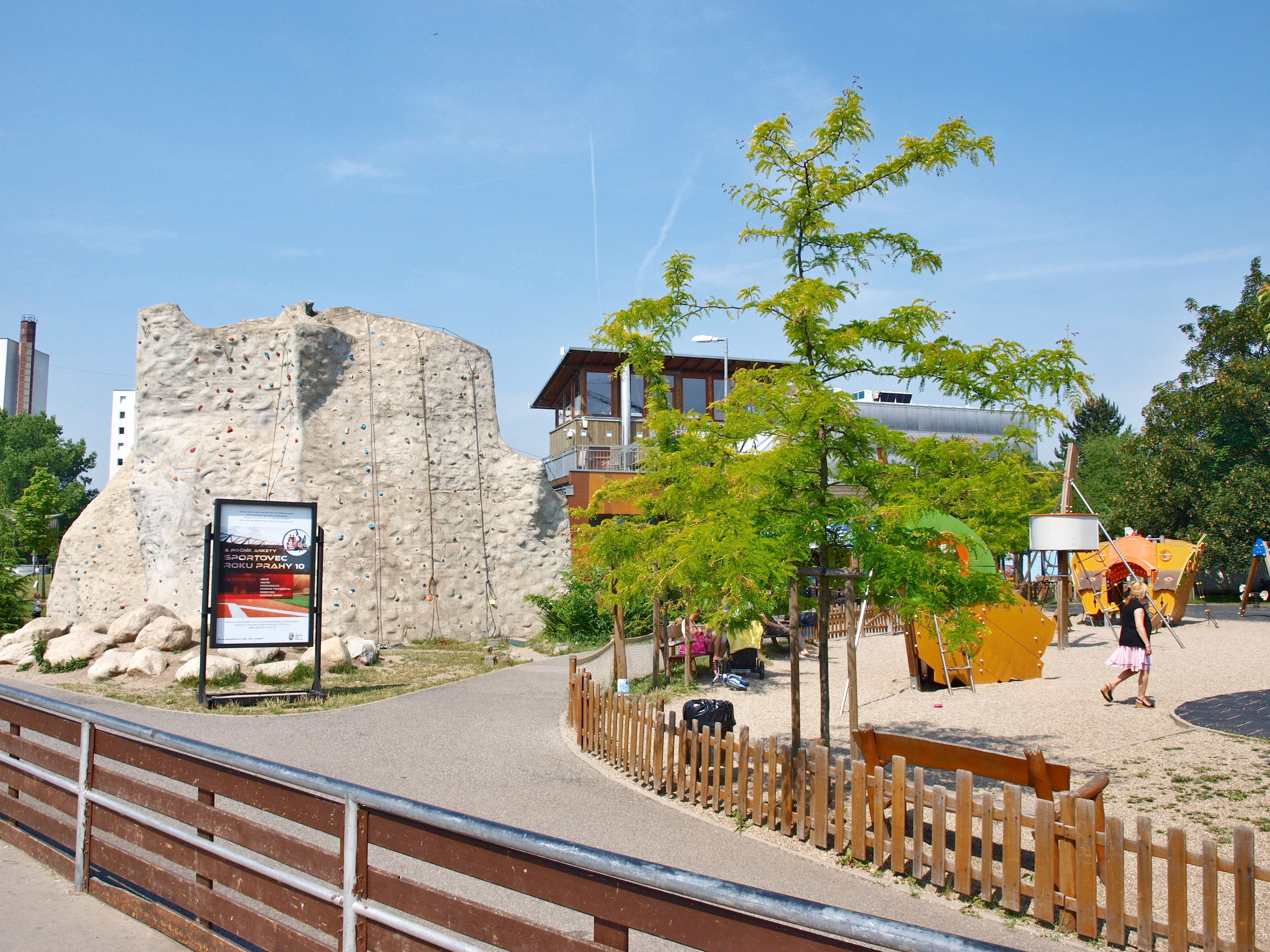
Gutovka: vlevo lezecká stěna, vpravo dětské hřiště, uprostřed za stromem restaurace La barca

Areál se nachází na severní straně Gutovy ulice a jižně od Bečvářova dvora a ulice V Olšinách, nedaleko od stanice pražského metra Strašnická na lince "A". Rozkládá se na ploše asi 3,5 hektaru. Přiléhá k základní škole Gutova 1987/39, k jejíž adrese bývá přiřazován. V minulosti byl park součástí školního dvora. Nacházel se zde také školní bazén, ten však byl zrušen. Od září 2012 je v bezprostřední blízkosti tohoto areálu k dispozici ještě dětský cyklopark. Jeho rekonstrukci navrhli a provedli studenti fakulty architektury ČVUT, byla financována z rozpočtu MČ Praha 10 v rámci projektu Zásobník projektů – město na míru.

## Nabídka

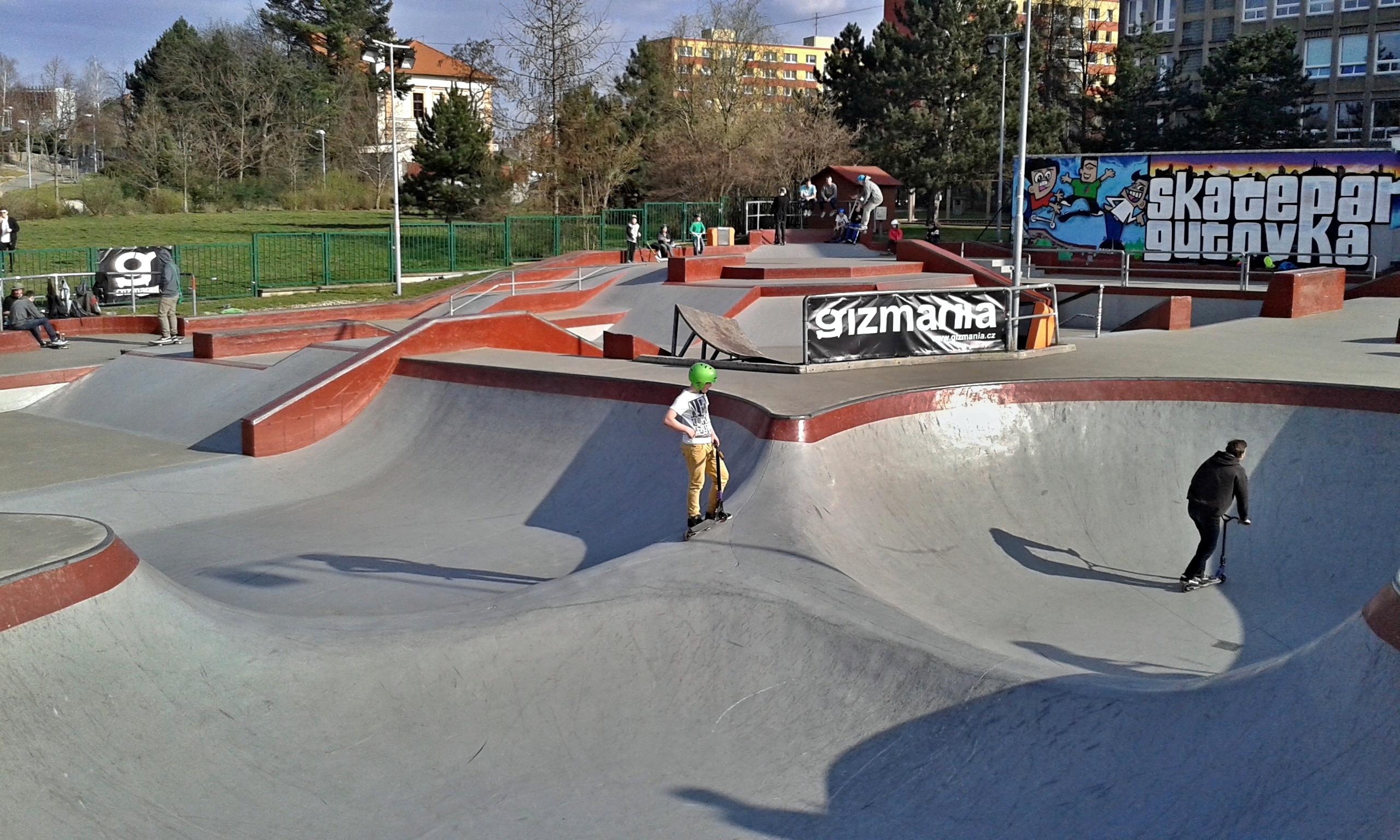
Skate park v Gutovce

Park Gutovka nabízí prostory pro tyto volnočasové aktivity:
- betonový skatepark otevřený roku 2001, (první betonový a jeden z největších skateparků v Česku)
- venkovní betonová lezecká stěna (největší venkovní ve střední Evropě)[6]
- velké multifunkční dětské hřiště (vodní svět a lanové centrum)
- 4 kurty na plážový volejbal (v zimě zastřešeno vytápěnou halou)
- hřiště na malou kopanou s umělým trávníkem (v zimě zastřešeno vytápěnou halou)
- minigolfový areál s 18 jamkami

Součástí nabídky je také restaurace a stánek s občerstvením (pouze v letní sezóně).

## Události
- Gutovka Drytool Cup 2012
- Exhibice legendy skateboardingu Tony Hawka, 2015[7]
- Mistrovství ČR 2017 v beachvolejbalu mužů a žen 2017
- Mistrovství střední Evropy v beachvolejbalu 2018